# Leichtathletik-Weltmeisterschaften 2023/Teilnehmer (Äthiopien)
| Gelbes Symbol für Goldmedaillen mit stilisierten Olympischen Ringen | Graues Symbol für Silbermedaillen mit stilisierten Olympischen Ringen | Braundes Symbol für Bronzemedaillen mit stilisierten Olympischen Ringen |
| ------------------------------------------------------------------- | --------------------------------------------------------------------- | ----------------------------------------------------------------------- |
| 2                                                                   | 4                                                                     | 3                                                                       |

Der Leichtathletikverband von Äthiopien nahm an den Leichtathletik-Weltmeisterschaften 2023 in Budapest teilnehmen. 42 Athletinnen und Athleten wurden vom äthiopischen Verband nominiert.

## Medaillengewinnerinnen und -gewinner
| Medaille | Athlet             | Disziplin        |
| -------- | ------------------ | ---------------- |
| Gold     | Gudaf Tsegay       | 10.000 m         |
| Gold     | Amane Beriso       | Marathon         |
| Silber   | Letesenbet Gidey   | 10.000 m         |
| Silber   | Diribe Welteji     | 1500 m           |
| Silber   | Lamecha Girma      | 3000 m Hindernis |
| Silber   | Gotytom Gebreslase | Marathon         |
| Bronze   | Ejgayehu Taye      | 10.000 m         |
| Bronze   | Selemon Barega     | 10.000 m         |
| Bronze   | Leul Gebresilase   | Marathon         |

## Ergebnisse

### Männer

#### Laufdisziplinen
| Athlet               | Disziplin        | Vorlauf         | Vorlauf | Halbfinale | Halbfinale | Finale       | Finale |
| Athlet               | Disziplin        | Zeit            | Platz   | Zeit       | Platz      | Zeit         | Platz  |
| -------------------- | ---------------- | --------------- | ------- | ---------- | ---------- | ------------ | ------ |
| Teddese Lemi         | 1500 m           | 3:47,49 min     | 11      | DNQ        | DNQ        | –            | –      |
| Adisu Girma          | 1500 m           | 3:45,86 min     | 14      | DNQ        | DNQ        | –            | –      |
| Samuel Zeleke        | 1500 m           | 3:36,57 min     | 08      | DNQ        | DNQ        | –            | –      |
| Melkeneh Azize       | 1500 m           | DNS             | DNS     | DNQ        | DNQ        | –            | –      |
| Hagos Gebrhiwet      | 5000 m           | 13:36,15 min SB | 02      |            |            | 13:12,65 min | 06     |
| Yomif Kejelcha       | 5000 m           | 13:32,83 min    | 02      |            |            | 13:12,51 min | 05     |
| Telahun Haile Bekele | 5000 m           | DNS             | DNS     |            |            | DNQ          | DNQ    |
| Berihu Aregawi       | 5000 m           | 13:33,23 min    | 04      |            |            | 13:12,99 min | 08     |
| Berihu Aregawi       | 10.000 m         |                 |         |            |            | 27:55,71 min | 04     |
| Selemon Barega       | 10.000 m         |                 |         |            |            | 27:52,72 min | Bronze |
| Tadese Worku         | 10.000 m         |                 |         |            |            | DNS          | DNS    |
| Yismaw Dillu         | 10.000 m         |                 |         |            |            | DNF          | DNF    |
| Leul Gebresilase     | Marathon         |                 |         |            |            | 2:09:19 h    | Bronze |
| Tsegaye Getachew     | Marathon         |                 |         |            |            | 2:11:56 h    | 17     |
| Milkesa Mengesha     | Marathon         |                 |         |            |            | 2:10:43 h    | 06     |
| Tamirat Tola         | Marathon         |                 |         |            |            | DNF          | DNF    |
| Chalu Deso           | Marathon         |                 |         |            |            | DNS          | DNS    |
| Lamecha Girma        | 3000 m Hindernis | 8:15,89 min     | 01      |            |            | 8:05,44 min  | Silber |
| Abrham Sime          | 3000 m Hindernis | 8:31,49 min     | 08      |            |            | DNQ          | DNQ    |
| Getnet Wale          | 3000 m Hindernis | 8:19,99 min     | 01      |            |            | 8:21,03 min  | 11     |
| Samuel Firewu        | 3000 m Hindernis | DNS             | DNS     |            |            | DNQ          | DNQ    |

### Frauen

#### Laufdisziplinen
| Athletin           | Disziplin        | Vorlauf      | Vorlauf | Halbfinale  | Halbfinale | Finale          | Finale |
| Athletin           | Disziplin        | Zeit         | Platz   | Zeit        | Platz      | Zeit            | Platz  |
| ------------------ | ---------------- | ------------ | ------- | ----------- | ---------- | --------------- | ------ |
| Habitam Alemu      | 800 m            | 1:59,36 min  | 01      | 2:01,02 min | 04         | DNQ             | DNQ    |
| Tigist Girma       | 800 m            | 2:01,47 min  | 06      | DNQ         | DNQ        | –               | –      |
| Worknesh Mesele    | 800 m            | 2:00,13 min  | 03      | 1:59,54 min | 04         | DNQ             | DNQ    |
| Diribe Welteji     | 800 m            | DNS          | DNS     | DNQ         | DNQ        | –               | –      |
| Diribe Welteji     | 1500 m           | 4:02,72 min  | 02      | 3:55,18 min | 02         | 3:55,69 min     | Silber |
| Birke Haylom       | 1500 m           | 4:01,12 min  | 03      | 4:02,46 min | 02         | 4:01,51 min     | 09     |
| Hirut Meshesha     | 1500 m           | 4:03,47 min  | 01      | 4:04,27 min | 09         | DNQ             | DNQ    |
| Freweyni Hailu     | 1500 m           | DNS          | DNS     | DNQ         | DNQ        | –               | –      |
| Freweyni Hailu     | 5000 m           | 14:34,16 min | 04      |             |            | 14:58,31 min    | 07     |
| Letesenbet Gidey   | 5000 m           | DNS          | DNS     |             |            | DNQ             | DNQ    |
| Medina Eisa        | 5000 m           | 15:03,07 min | 06      |             |            | 14:58,23 min    | 06     |
| Ejgayehu Taye      | 5000 m           | 14:33,23 min | 03      |             |            | 14:56,85 min    | 05     |
| Gudaf Tsegay       | 5000 m           | 14:57,72 min | 02      |             |            | 15:01,13 min    | 13     |
| Gudaf Tsegay       | 10.000 m         |              |         |             |            | 31:27,18 min    | Gold   |
| Letesenbet Gidey   | 10.000 m         |              |         |             |            | 31:28,16 min SB | Silber |
| Lemlem Hailu       | 10.000 m         |              |         |             |            | 32:42,78 min    | 17     |
| Ejgayehu Taye      | 10.000 m         |              |         |             |            | 31:28,31 min    | Bronze |
| Mizan Alem         | 10.000 m         |              |         |             |            | DNS             | DNS    |
| Amane Beriso       | Marathon         |              |         |             |            | 2:24:23 h SB    | Gold   |
| Gotytom Gebreslase | Marathon         |              |         |             |            | 2:24:34 h SB    | Silber |
| Tsehay Gemechu     | Marathon         |              |         |             |            | DNF             | DNF    |
| Yalemzerf Yehualaw | Marathon         |              |         |             |            | 2:26:13 h       | 05     |
| Worknesh Edesa     | Marathon         |              |         |             |            | DNS             | DNS    |
| Sembo Almayew      | 3000 m Hindernis | 9:19,60 min  | 02      |             |            | 9:18,25 min     | 13     |
| Lomi Muleta        | 3000 m Hindernis | 9:20,13 min  | 03      |             |            | 9:15,36 min     | 12     |
| Zerfe Wondemagegn  | 3000 m Hindernis | 9:16,97 min  | 02      |             |            | 9:05,51 min     | 04     |
| Mekides Abebe      | 3000 m Hindernis | DNS          | DNS     |             |            | DNQ             | DNQ    |